# Eudendrium bermudense
Eudendrium bermudense är en nässeldjursart som beskrevs av Calder 1988. Eudendrium bermudense ingår i släktet Eudendrium och familjen Eudendriidae. Inga underarter finns listade i Catalogue of Life.